# GP Mario De Clercq 2015
De 11e editie van de GP Mario De Clercq werd gehouden op 12 oktober 2015 in Ronse. De wedstrijd maakte deel uit van de Bpost bank trofee 2015-2016. De Belg Wout van Aert wist de koers te winnen en was daarmee de eerste leider in het bpost bank trofee klassement.

## Mannen elite

### Uitslag
| Plaats  | Naam                | Ploeg                         | Tijd    |
| ------- | ------------------- | ----------------------------- | ------- |
| Winnaar | Wout van Aert       | Vastgoedservice-Golden Palace | 59'06"  |
| 2       | Kevin Pauwels       | Sunweb-Napoleon Games         | + 4"    |
| 3       | Lars van der Haar   | Giant-Alpecin                 | + 8"    |
| 4       | Sven Nys            | Crelan-AA Drink               | + 11"   |
| 5       | Jens Adams          | Vastgoedservice-Golden Palace | + 53"   |
| 6       | Tim Merlier         | Vastgoedservice-Golden Palace | + 56"   |
| 7       | Gianni Vermeersch   | Sunweb-Napoleon Games         | + 57"   |
| 8       | Thijs van Amerongen | Telenet-Fidea                 | z.t.    |
| 9       | Michael Boroš       | BKCP-Corendon                 | + 1'00" |
| 10      | Tom Meeusen         | Telenet-Fidea                 | + 1'05" |
| 11      | 0                   |                               |         |
| 12      | 0                   |                               |         |
| 13      | 0                   |                               |         |
| 14      | 0                   |                               |         |
| 15      | 0                   |                               |         |

| Pos. | Punten |
| ---- | ------ |
| 1    | 80     |
| 2    | 60     |
| 3    | 40     |
| 4    | 30     |
| 5    | 25     |
| 6    | 20     |
| 7    | 17     |
| 8    | 15     |
| 9    | 12     |
| 10   | 10     |
| 11   | 8      |
| 12   | 5      |
| 13   | 4      |
| 14   | 2      |
| 15   | 1      |

### Stand bpost bank trofee
Na 1 wedstrijd (GP Mario de Clercq) was dit de stand voor de bpost bank trofee:
| Plaats | Naam                | Ploeg                         | Tijd    |
| ------ | ------------------- | ----------------------------- | ------- |
| 1      | Wout van Aert       | Vastgoedservice-Golden Palace | 59'06"  |
| 2      | Kevin Pauwels       | Sunweb-Napoleon Games         | + 4"    |
| 3      | Lars van der Haar   | Giant-Alpecin                 | + 8"    |
| 4      | Sven Nys            | Crelan-AA Drink               | + 31"   |
| 5      | Jens Adams          | Vastgoedservice-Golden Palace | + 1'13" |
| 6      | Tim Merlier         | Vastgoedservice-Golden Palace | + 1'16" |
| 7      | Gianni Vermeersch   | Sunweb-Napoleon Games         | + 1'17" |
| 8      | Thijs van Amerongen | Telenet-Fidea                 | z.t.    |
| 9      | Michael Boroš       | BKCP-Corendon                 | + 1'20" |
| 10     | Tom Meeusen         | Telenet-Fidea                 | + 1'25" |

2000 · 
2001 · 
2002 · 
2003 ·
2004 · 
2010 · 
2011 · 
2012 · 
2013 · 
2014 · 
2015 ·
2016 ·
2017 ·
2018 ·
2019
 GP Mario De Clercq · 
 Koppenbergcross · 
 Flandriencross · 
 GP Rouwmoer · 
 Scheldecross · 
 Azencross · 
 GP Sven Nys · 
 Waaslandcross